# Карансебеш
Карансебеш (рум. Caransebeş, мађ. Karánsebes) град је и локална самоуправа у Румунији. Он се налази у западном делу земље, у историјској покрајини Банат. Карансебеш је други по важности град жупаније Караш-Северин, обухвата и насеље Жупа. Према последњем попису из 2021. године имао 21.133 становника.
У Карансебешу се деценијама налази седиште Епархије карансебешке, епархије Румунске православне цркве за овај део Румуније, па је град важно духовно средиште западног дела државе.

## Географија
Град Карансебеш налази се у крајње источном делу историјске покрајине Банат, око 110 km југоисточно до Темишвара.
Карансебеш се налази у крајње источном и планинском делу историјске покрајине Банат. Град се налази у долини горњег Тамиша, на месту где се нама река Себеш улива у ову реку. Около се издижу високе планине из система Карпата, а граду најближа је планина Тарку.

## Историја
Град је првобитно био познат само као Себеш 1290, а касније се јављају упоредо 1343-1347. године два блиска насеља Каран и Себеш. По "Румунској енциклопедији", тек 1487. године уједињују се та насеља у једно, које је прозвано Каран-Себеш, односно Карансебеш. Место 30. јануара 1498. године добило велике повластице, као и Будим. Од 1556. године Карансебеш је град, и својеврсни центар трговине и културе, јер се налази на споју два важна трговачка пута. Један странац путописац је приметио 1564-1565. године да град велики, густо насељен, са великим и атрактивним кућама као и тврђавом. У време Турске најезде средином 16. века, град је потпао под врховну власт трансилванских кнежева. У то време, Карансебеш је био једно од главних места Лугошке и карансебешке бановине.
Под турску власт је потпао средином 17. века - 1658. године, а Аустријанци га преотимају ратне 1688. године. Карансебеш је трговачко места са преко 300 домова, са тврђавом на реци Тамишу. Међутим Турци у повратку, након битке код Лугоша где су тријумфовали, 1695. године опет узеше град и срушише. Лугош је коначно ослобођен од Турака 1716. године, када потпада под Хабзбурге. По попису из 1717. године у месту је 400 домова. Банат је 1718. године подељен на 10 дистрикта, међу којима је и Карансебешки. У Карансебешу је давно основан католички Францишкански манастир, који је требало да ту искорени богумилску јерес. После Првог светског рата припао је Румунији. Царски ревизор Ерлер је 1774. године навео шта све има у граду Карансебешу који се тада налазио у управном погледу у Букошничком округу, Карансебешког дистрикта. Ерлер помиње римокатоличку цркву и римокатолички манастир, затим солану, управни и подуправни уред, поштанску камбијатуру, пешадијску и коњичку касарну, а становништво је мешано, немачко-румунско. Он по правилу не помиње православне богомоље, којих је било, осим ако то нису манастири 
У месту је у 19. веку радила Математичка школа. Године 1833. помињу се два годишња вашара у Карансебешу: 6. маја и 10. октобра.
У Карансебешу је октобра 1862. године био велики пожар у којем је највећи део места уништен. Пруга од Темишвара до Карансебеша је била готова 1875. године.

## Срби у Карансебешу
Краљ Жигмунд је у Карансебешу 29. септембра 1428. године дао привилегије Србима из Ковина. Око 1540. године је нарочито много Срба било око Лугоша и Карансебеша. Војвода Петар Петровић је био њихов војни предводник и заштитник. Помиње се 1544. године "Српска улица" у Карансебешу. Срби су у Карансебешу још 1579. године имали своју православну богомољу. По једном лексикону 1786. године је много Срба и Грка трговаца у месту.
У старо време се сматрало да је Карансебеш био етничка граница између два православна народа, Срба и Румуна. Ко жели да их упозна требало би ту да дође. Говорило се: "Ако кренеш источно од града упознаћеш Румуна, а ако кренеш западно од града - упознаћеш Србина." На етнографској карти из 1694. године, простор између реке Тисе и градића Карансебеша именован је као "Rascia". По Гризелинију година 1552. је била прекретница за Србе и Румуне у Карансебешу и околини. Узрок је била турска инвазија тих крајева. Тада се Срби масовно померају на запад ка реци Тиси (одакле беже Мађари на север), а на тај ређе насељени простор масовно долазе Румуни, да буду под заштитом Трансилваније. Када се баци поглед на прошлост Срба на тим просторима, види се да је много тога водило ка њихом националном и верском одрођавању и брисању српске индивидуалности. Српске речи у говору, наши споменици и географски топоними још само сведоче о присуству и вековном трајању.
Епископ вршачки Спиридон Штибица је 1702. године преместио епископску столицу из Вршца у Карансебеш. У Карансебешу су власти 1736. године отворено радиле да "рацке" (српске) попове силом натерају у унију. Свештенство српске Митрополије била је препрека за покатоличење православног српског и румунског живља, које је ишло преко унијаћења. Имали су ти "инквизитори" одређеног успеха, јер је ту већ постојала грко-католичка (унијатска) парохија у Карансебешу. Велики биров Николај из Карансебеша био је 1735. године посланик на српском црквено-народном сабору. Исаија Антоновић је 1742. године постао арадски и карансебешки владика. Карансебешки назив епископ добија 1841. године. То је требало да утврди ослабљену православну веру, али Срби се неминовно због малтретирања померају на запад. И поред тога у вароши је још увек много православних Срба, чији број домова 1755. године износи 515. Карансебешку епископску столицу пренео је 1769. године у Вршац, Вићентије Поповић. 
Митрополит карловачки Јован Георгијевић, је као владика карансебешки у 18. веку подигао владичански двор у Карансебешу. Из једног документа - захтева, уз њега је потписан Јунош Бумбочилов обркнез карансебешки. 
Карансебешки протопопијат је 1777. године био у Вршачкој епархији. Протопоп у Карансебешу и претплатник српске књиге је 1846. године био Лазар Радак. Био је он то и претходне 1845. године.
Православно парохијско звање у граду Карансебешу је основано 1778. године и од тада се воде црквене матичне књиге. Православни храм је посвећен Св. великомученику Георгију. Данашњи храм (писано 1932!) подигнут је 1738. године посвећен Св. великомученику Георгију. Историјски извори ту цркву називају 1744, 1749. и 1757. "Манастир од камена". Грађевина је преправљана 1839. године, а иконостас је постављен 1857. године. Иконе је живописао Ђаконовић, а касније пресликао Димитрије Турку. Последње чишћење иконостаса је било 1927. године када је у храму радио Атанасије Демијан. У цркви су регистроване три иконе бечког сликара Карла Гуча из 1863. године. У парохији која припада Карансебешком протопрезвирату 1846. године је било 2379 православних душа. Свештенство парохијско те године чине: Лазар Радак протопрезвитер, Гаврил Јанковић викар и Георгије Андрејевић ђакон. 
У народној вероисповедној школи било је 1846. године 85 ученика, са којима раде учитељи Јован Мурарју и Јован Мурар - обојица Румуни.
Претплатници једне српске књиге у Карансебешу 1810. и 1813. године су били: Јован Томић протопрезвитер карансебешки и конзисторијални присједник (члан), Живојин Поповић оберлајтант, Јован Радовановић управитељ училишћа (школе). Код директора граничарских школа Радовановића исте године се могла извршити претплата за српске новине. Другу књигу набављају 1814. године: прота Томић, Поповић оберлајтант и Радовановић управитељ Училишта. Поп Јован Томић као протопрезвитер Карансебешки је објавио у Будиму једну књигу на румунском језику 1823. године. Магарашевићево вредно историјско дело објављено 1823. године купило је неколико Срба, свештеника и официра у Карансебешу. Били су то: протосинђел Шакабента народних српских и румунских школа директор, Јосиф Мамула от Туропоља оберстер те регименте, мајор Стефан Барон Јовић "от Сигенберг", Јован Трумић оберлајтант, Лазар Живковић оберлајтант аудитор, и поп Томић карансебешки протопрезвитер.
Књигу о општој историји, коју је написао на румунском језику, наш архимандрит Павле Кенгелац, купило је много читаоца у Карансебешу. Поред Румуна, ту су и Срби који знају румунски језик: Јован Томић протопрезвитер и парох карансебешки, и из околине - Иван Недић парох из Жупе, Константин Поповић парох из Присака и Арон Богојевић парох из Верчовора. Стефан барон Јовић "от Сигенберд" је 1825. године мајор у Карансебешу. Примамљивог наслова књигу, коју је превео Теодор Павловић из Пеште, купио је у Темишвару, 1829. године Јован Вуковић трговац у Карансебешу.
Као претплатник летописа јавља се 1833. године Лазар Јосимовић капетан, "Славне Илирске 13. регименте", и житељ региментског места Карансебеша. Два претплатника Павловићевог "Српског народног листа" било је у месту (1839). Карансебешко школско окружје имало је 1842. године 244 школе, које је надгледао директор Урош Волић. Румунску књигу коју је написао Константин Ђаконовић Лога 1841. године прибавили су и читаоци тамошњи Срби. Поред проте Николе Грујића, помињу се у списку претплатника и оберлајтант Арсеније от Радивојевић, намесник поп Гаврило Јанковић, парох и катихета Георгије Андрејевић, браћа Иван и Василије Василијевић, Тимотеј Стојаковић, Павел Бранковић. Вукове српске народне песме купио је 1845. године и поп Лазар Радак прота карансебешки. Давидовићева књига о историји Срба имала је своје читаоце и у Карансебешу 1846. године: скупљач претплате био је поп Лазар Радак протопрезвитер карансебешки, те Гаври Јанковић намесник карансебешки, затим капетани Срби - Петар Поповић, Григорије Пејеско, Андреј Брановачки, затим грађани - Александар Јанковић спахија Живодарски, Елена Петровић спахијиница од Руж, Григорије Марковић лебцелдер, и неколико Мехадинаца. Другу књигу исте, 1846. године опет је окупио читалачки порив. Формиран је велики пренумерантски пункт. Чинили су га следећи читаоци: Јован Папхази Крашовске жупаније солга биров, Григорије Миланковић адвокат, Атанасије Јанковић от Жидовар, Лазар Андрејевић от Присаке, Филип Папеску адвокат, Јован Поповић трговац и локални школски директор, Јован Николић трговац, Андреј Јанковић трговац, Јосиф Панајотовић трговац, Константин Петровић трговац, Максим Паску школски школски директор, па још неколико прота, жупанијских асесора, ишпана и других чиновника са стране. Укупно је било на листи 30 претплатника. Постојао је претплатнички пункт у Карансебешу и 1847. године, сада за набавку српске историјске књиге. Поред мештана, јављају се и претплатници из околине, из Мехадике и Бошке. Од грађанства карансебешког наводе се у списку: поп Гаврил Јанковић намесник, поп Георгије Андрејевић парох, А. Јанковић земљедржац от Жидовара, Георије Тодори земљедржац от Пешћре, Елена Петровић земљодржац от Руж, Григорије Марковић лебцелдер и Екатарина Пошта. Претплатник српске књиге је 1870. године Стјепан Шашић потпуковник 13. Крајишке романско-банатске пуковније у Карансебешу.
Године 1869. се каже да у градовима Оршави и Карансебешу има врло мало православних Срба и Грка. У тој целој Румунско-илирској пуковнији, највише је Румуна - 64.000, а поред 4000 Хрвата, има 16.000 Крашована и то су "Срби латинског закона". Крајем 1885. године Срби у Карансебешу су покренули хуманитарну акцију за скупљање прилога за српске рањенике. Скупљачи су били Душан Марковић и Мита Павловић, а скупљено је 24 ф. 50 новчића, који су послати редакцији листа "Застава" у Нови Сад. Одазвали су се тамошњи Срби грађани и чиновници: по 5 ф. дали су Коста Максимовић "велетржац" и Душан Марковић шумар, по 2 ф. Стеван Велован и Емил Павловић трговац, по 1 ф. Тоша Мартинов, Арса Груић, Драгољуб Јовановић, Оровиан и Димитрије Мађаревић, по 50 новчића Пера Бранковић велепоседник и гвожђар, Ана Јовановић "сирота удовица", Јанкуловић трговац, Пера Урошевић трговац и Јован Војновић. Драгољуб Јовановић професор из Карансебеша је 1887. године тражио посао у гимназијама Краљевине Србије. Грађанин Карансебеша Тоша Вулко приложио је 1893. године 1 ф. за споменик књижевнику Јовану Суботићу у Земуну. Ружица Деметровић учитељица родом из Карансебеша, била је током студија питомица Сарајевске црквене општине (1895).
Године 1900. било је 100 Срба становника Карансебеша. Пет година касније записано је 106, и у Новом Карансебешу 2, укупно 108 православних Срба. Ту нема српске школе. У целом Карансебешком срезу Крашосеверинске жупаније 1905. године у свих осам насеља, живило је укупно 117 Срба.
По последњем попису из 2011. године у граду Карансебешу је пописан 21 становник српске националности.

## Становништво
У односу на попис из 2002, број становника на попису из 2011. се смањио.
| 1966.  | 1977.  | 1992.  | 2002.  | 2011.  |
| ------ | ------ | ------ | ------ | ------ |
| 18.194 | 27.190 | 31.985 | 31.199 | 24.689 |

Матични Румуни чине већину градског становништва Карансебеша (92%), а од мањина присутни су Украјинци, Немци, Мађари и Роми. До средине 20. века у граду су били знатно бројнији Јевреји и Немци.

## Галерија
- Градска кућа
- Синагога
- Стара разгледница града